# Karl Alfred Gustawsson
Karl Alfred Gustawsson , född 17 februari 1897 i Stjärnorps församling, Östergötlands län, död 26 februari 1997 i Stockholm, var en svensk arkeolog och fornminnesvårdare verksam vid Riksantikvarieämbetet.
Gustawsson blev 1931 utsedd till att överta ansvaret för tillsynen av fornlämningsområdet på Björkö i Mälaren efter Gunnar Hallström. Där utarbetade han metoder som senare regelmässigt har använts inom vård av fornlämningar. Gustawsson var av den åsikten att dessa bäst kom till sin rätt i ett öppet haglandskap av den typ som av hävd förekommer på gammal jordbruksmark. På Björkös norra del finns därför - tack vare Gustawsson - ett fullgott exempel på ett kulturlandskap med odlings- och betesmarker varvade med lövskog, hassel- och enebackar samt fruktbärande träd, främst körsbär - ett landskap som blivit allt mer sällsynt i dagens Sverige.
Han var ledamot av Kungl. Vitterhets Historie och Antikvitets Akademien och Kungl. Gustav Adolfs Akademien.